# The Chocolate Invasion
The Chocolate Invasion è il venticinquesimo album da studio del cantante e musicista statunitense Prince, pubblicato nel 2004 dalla NPG Records.

## Tracce
1. When Eye Lay My Hands on U – 3:45
2. Judas Smile – 6:37
3. Supercute – 4:17
4. Underneath the Cream – 4:04
5. Sex Me? Sex Me Not – 5:46
6. Vavoom – 4:40
7. High – 5:09
8. The Dance – 4:45
9. Gamillah – 3:13
10. U Make My Sun Shine – 5:52

- La traccia 9 è accreditata ai The New Power Generation.